# Матвєєва Людмила Сергіївна
Людмила Сергіївна Матвєєва (1909, тепер Російська Федерація — ?) — радянська діячка, вчителька російської мови і літератури середньої школи № 3 міста Подольська Московської області. Депутат Верховної Ради СРСР 3—4-го скликань.

## Життєпис
З 1930 року — вчителька початкової школи № 9 міста Подольська, потім вчителька російської мови і літератури (чоловічої) середньої школи № 3 міста Подольська Московської області. Під час німецько-радянської війни перебувала в евакуації в Омській області.
Освіта вища, заочно закінчила педагогічний інститут. Член ВКП(б).
Подальша доля невідома.

## Нагороди
- медаль «За доблесну працю у Великій Вітчизняній війні 1941—1945 рр.» (1945)
- медалі